# Petres Tamás
Petres Tamás (Székesfehérvár, 1968. szeptember 3. –) labdarúgó, csatár. Az 1988–89-es bajnoki idény gólkirálya 19 góllal.

## Pályafutása

### A válogatottban
1990-ben négy alkalommal szerepelt a válogatottban és egy gólt szerzett. Hétszeres olimpiai válogatott (1989, 2 gól), négyszeres ifjúsági válogatott (1985), hétszeres utánpótlás válogatott (1988–89, 2 gól).

## Sikerei, díjai
- Magyar bajnokság
  - gólkirály: 1988–89 (19 gól)

## Statisztika

### Mérkőzései a válogatottban
| Magyarország | Magyarország        | Magyarország                  | Magyarország | Magyarország | Magyarország     | Magyarország | Magyarország | Magyarország |
| #            | Dátum               | Helyszín                      | Hazai        | Eredmény     | Vendég           | Kiírás       | Gólok        | Esemény      |
| ------------ | ------------------- | ----------------------------- | ------------ | ------------ | ---------------- | ------------ | ------------ | ------------ |
| 1.           | 1990. március 20.   | Budapest, Üllői úti Stadion   | Magyarország | 2 – 0        | Egyesült Államok | barátságos   | 1            | 39' 69'      |
| 2.           | 1990. március 28.   | Budapest, Népstadion          | Magyarország | 1 – 3        | Franciaország    | barátságos   | -            | 52'          |
| 3.           | 1990. április 11.   | Salzburg, Lehen Stadion       | Ausztria     | 3 – 0        | Magyarország     | barátságos   | -            | 64'          |
| 4.           | 1990. szeptember 5. | Budapest, Megyeri úti Stadion | Magyarország | 4 – 1        | Törökország      | barátságos   | -            | 60'          |
|              | Összesen            |                               |              | 4            | mérkőzés         |              | 1            | gól          |

## Külső hivatkozások
- Petres Tamás interjú